# Songland
Songland – amerykański program typu talent show wyprodukowany przez Live Animals we współpracy z  Universal Television Alternative Studio, Dave Stewart Entertainment oraz 222 Productions, który miał premierę 28 maja 2019 na kanale NBC.
W każdym odcinku, jurorzy programu - producenci muzyczni Ryan Tedder, Ester Dean oraz Shane McAnally współpracują z uczestnikami nad ich autorskimi utworami. Jeden z nich zostaje wydany jako singel przez artystę goszczącego w danym odcinku.  

## Lista odcinków

### Sezon 1

#### Odcinek 1 (28 maja 2019)
- Gość odcinka: John Legend[2]

| Uczestnik     | Tytuł utworu           | Producent     | Wynik         |
| ------------- | ---------------------- | ------------- | ------------- |
| Tebby Burrows | „We Need Love”         | Shane         | Zwycięzca     |
| Max Embers    | „Back Home/Lookin' Up” | Ryan          | Top 3         |
| Ollie Gabriel | „Something New”        | Ester         | Top 3         |
| Sam James     | „Shinedown”            | Wyeliminowany | Wyeliminowany |

#### Odcinek 2 (4 czerwca 2019)
- Gość odcinka: will.i.am[3]

| Uczestnik     | Tytuł utworu | Producent     | Wynik         |
| ------------- | ------------ | ------------- | ------------- |
| Adam Friedman | „Be Nice”    | Ester         | Zwycięzca     |
| Josh Logan    | „Boxes”      | Shane         | Top 3         |
| Charisma      | „Invincible” | Ryan          | Top 3         |
| Ray Goren     | „Oh Lord”    | Wyeliminowany | Wyeliminowany |

#### Odcinek 3 (11 czerwca 2019)
- Gość odcinka: Kalsea Ballerini[4]

| Uczestnik      | Tytuł utworu            | Producent     | Wynik         |
| -------------- | ----------------------- | ------------- | ------------- |
| Darius Coleman | „Better Luck Next Time” | Ryan          | Zwycięzca     |
| Jack Newsome   | „Lying (Next to You)”   | Shane         | Top 3         |
| Daniel Feels   | „Crush”                 | Ester         | Top 3         |
| Jess Jocoy     | „Easy”                  | Wyeliminowana | Wyeliminowana |

#### Odcinek 4 (18 czerwca 2019)
- Gość odcinka: Jonas Brothers[5]

| Uczestnik  | Tytuł utworu                     | Producent     | Wynik         |
| ---------- | -------------------------------- | ------------- | ------------- |
| Able Heart | „Greenlight”                     | Ester         | Zwycięzca     |
| Remmi      | „Flickering/Do You Think of Me?” | Ryan          | Top 3         |
| Rynn       | „Crowded Places”                 | Shane         | Top 3         |
| Ori        | „No Pressure”                    | Wyeliminowana | Wyeliminowana |

#### Odcinek 5 (25 czerwca 2019)
- Gość odcinka: Meghan Trainor[6]

| Uczestnik    | Tytuł utworu                 | Producent     | Wynik         |
| ------------ | ---------------------------- | ------------- | ------------- |
| Kole         | „Hurt Me”                    | Ryan          | Zwycięzca     |
| Brandin Jay  | „No Money Alright/We Got Us” | Ester         | Top 3         |
| Josh Wood    | „Alone”                      | Shane         | Top 3         |
| Zachary Kale | „All Over Again”             | Wyeliminowany | Wyeliminowany |

#### Odcinek 6 (2 lipca 2019)
- Gość odcinka: Aloe Blacc[7]

| Uczestnik     | Tytuł utworu      | Producent     | Wynik                      |
| ------------- | ----------------- | ------------- | -------------------------- |
| Kyle Williams | „Getting Started” | Ryan          | Zwycięzca                  |
| TVTE          | „Call For a Hero” | Ester         | Top 3                      |
| Steve Fee     | „Same Blood”      | Shane         | Top 3 (wydano jako singel) |
| Afika         | „Chosen”          | Wyeliminowany | Wyeliminowany              |

#### Odcinek 7 (14 sierpnia 2019)
- Gość odcinka: Macklemore[8]

| Uczestnik   | Tytuł utworu              | Producent     | Wynik         |
| ----------- | ------------------------- | ------------- | ------------- |
| Iro         | „Shadow”                  | Shane         | Zwycięzca     |
| Pop Culture | „City Kids/Unforgettable” | Ryan          | Top 3         |
| Casey Cook  | „Judgments”               | Ester         | Top 3         |
| Chris Jobe  | „It Could Have Been You”  | Wyeliminowany | Wyeliminowany |

#### Odcinek 8 (21 sierpnia 2019)
- Gość odcinka: Old Dominion[9]

| Uczestnik      | Tytuł utworu                   | Producent     | Wynik         |
| -------------- | ------------------------------ | ------------- | ------------- |
| Katelyn Tarver | „Young”                        | Shane         | Zwycięzca     |
| Jacobi.e       | „Westside/Where the Road Ends” | Ryan          | Top 3         |
| Jake Scott     | „Is This Love/Journey”         | Ester         | Top 3         |
| MACI           | „Tahe a Ride”                  | Wyeliminowany | Wyeliminowany |

#### Odcinek 9 (28 sierpnia 2019)
- Gość odcinka: Leona Lewis[10]

| Uczestnik   | Tytuł utworu                                 | Producent     | Wynik         |
| ----------- | -------------------------------------------- | ------------- | ------------- |
| Rozee       | „Fighting For Us/Solo Quiero”                | Ryan          | Zwycięzca     |
| Rafferty    | „A Heart Full of Love/When You Fall in Love” | Shane         | Top 3         |
| Olivia Lane | „Perfect Skin”                               | Ester         | Top 3         |
| Annabel Lee | „Ugliest Love”                               | Wyeliminowany | Wyeliminowany |

#### Odcinek 10 (4 września 2019)
- Gość odcinka: Charlie Puth[11]

| Uczestnik      | Tytuł utworu       | Producent     | Wynik         |
| -------------- | ------------------ | ------------- | ------------- |
| Zach Sorgen    | „Habits/Bad Habit” | Ryan          | Zwycięzca     |
| Sam DeRosa     | „Pill For This”    | Shane         | Top 3         |
| Joel Adams     | „Hate Love”        | Ester         | Top 3         |
| Paris Williams | „Pity Party”       | Wyeliminowana | Wyeliminowana |

#### Odcinek 11 (11 września 2019)
- Gość odcinka: OneRepublic[12]

| Uczestnik             | Tytuł utworu       | Producent     | Wynik         |
| --------------------- | ------------------ | ------------- | ------------- |
| JT Roach              | „Somebody to Love” | Shane         | Zwycięzca     |
| MADI                  | „Darkest Days”     | Ester         | Top 3         |
| Brigetta              | „Be Somebody”      | Jason         | Top 3         |
| Tyler James Bellinger | „Giving You Up”    | Wyeliminowany | Wyeliminowany |

- W tym odcinku miejsce Ryana Teddera zajął Jason Evigan.